# Fotoreceptorcell
En fotoreceptorcell är en cell som återfinns i näthinnan och vars uppgift är att översätta ljus till biologiska signaler. Exempel på fotoreceptorceller är:
- Tappar
- Stavar
- Intrinsiskt fotosensitiva retinala ganglieceller[1]